# 王益柔
王益柔（1015年—1086年），字胜之，河南府洛阳县（今河南省洛阳市）人，北宋政治人物。王曙次子。
王益柔自幼好学，有才华，一日写文章可达数千字，通览群书，受司马光赏识。为人直性尚气，喜欢谈论天下事。宋仁宗时以父荫入仕，官至殿中丞。西夏元昊扰边，王益柔上奏备边选将之策。担任集贤校理时，因为参预苏舜钦奏邸之会，罢黜为复州监酒。后历任开封府推官、盐铁判官、两浙、京东西转运使等。宋神宗熙宁元年（1068年），入判度支审院。官至龙图阁直学士、知应天府。遇事敢谏，无所畏避。凡宫中所需不符法式，有司迎合求进，他都上书弹劾。